# Pierre Denys de Montfort

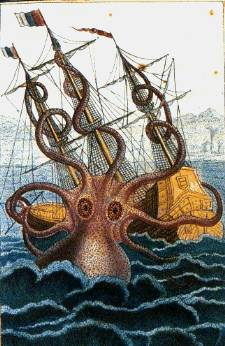
Ein Riesenkalmar (Architeuthis) attackiert ein Schiff. Zeichnung von Pierre Denys de Montfort

Pierre Denys de Montfort (* 1766 oder ca. 1768; † 1820) war ein französischer Naturforscher und Malakologe.
Von 1802 bis 1806 veröffentlichte er die Bände 1–4 der Histoire Naturelle Générale Et Particulière Des Mollusques, Animaux Sans Vertèbres Et À Sang Blanc der Neuen Ausgabe von Georges-Louis Leclerc de Buffons Histoire Naturelle, die in Paris erschienen. Die Bände 5 und 6 wurden aber von Felix De Roissy vollendet. Die ersten vier Bände wurden auch ins Deutsche übersetzt und erschienen in Hamburg. Aus dem ersten Band stammt die berühmte Abbildung eines Kalmars der Gattung Architeuthis, der ein Schiff attackiert.
Pierre Denys de Montfort wurde vor allem durch sein Werk Conchyliologie systématique : coquilles univalves, cloisonnées bekannt, das von 1808 bis 1810 in zwei Bänden erschienen ist. Es ist eines der Hauptwerke des frühen 19. Jahrhunderts auf dem Gebiet der Schnecken (Gastropoda), Kopffüßer (Cephalopoda) und Foraminiferen, die damals noch für kleine Kopffüßer gehalten wurden. 226 Gattungen gehen laut Nomenclator Zoologicus auf ihn zurück. Allerdings sind darunter auch einige ältere Gattungen, deren Schreibweisen von Montfort nur leicht verändert (oder emendiert) wurden. Diese Namen sind zwar verfügbar, aber in der Systematik meist keine gültigen Namen. Bei einigen Gattungen ist nicht klar, ob sie wirklich ihm zugeschrieben werden können, da er fast nie ältere Arbeiten zitierte (z. B. die fossile Gattung Lituites erscheint auch bereits in früheren Publikationen anderer Wissenschaftler in genau derselben Schreibweise). Aufgrund der sehr stark vereinfachten Holzschnitte sind viele Arten und Gattungen heute nicht mehr zu identifizieren. Insgesamt wurden fünf Gattungen in der Zoologie nach ihm benannt; unter anderem die Foraminifere Montfortella Loeblich & Tappan (1963) sowie die Weichtiere Montfortista Iredale (1929) und Montfortula Iredale (1915). Montfortia wurde von Récluz (1843) und Campana (1890) sogar zweimal vorgeschlagen, letztere Gattung ist somit ungültig und wurde durch einen anderen Namen ersetzt.
Auch auf dem Gebiet der Bienenforschung war er aktiv, wie das 1813 entstandene Werk Ruche à trois récoltes annuelles, fortifiée, économique, et son gouvernement, ou Moyen de mettre les abeilles à couvert contre les attaques de leurs ennemis... („Bienenstock mit drei jährlichen Ernten...“) zeigt.
Als Frankreich 1815 nach der Niederlage von Napoleon bei Waterloo von Alliierten Truppen besetzt war, gab er ein Wörterbuch mit dem Titel: Petit vocabulaire à l’usage des Français et des Alliés, renfermant les noms d’une partie des choses les plus essentielles à la vie en plusieurs langues: français, latin, hébreu, hollandais, allemand, anglais, espagnol, italien, etc. heraus. Auch Personenbeschreibungen stammen von ihm.

## Werke
- Pierre Denys de Montfort: Aux citoyens françois, professeurs et administrateurs du Muséum national d’histoire naturelle de Paris. Paris, De l’imprimerie de H. J. Jansen, 1800[2].
- Pierre Denys de Montfort: La Vie et les aventures politiques de Nadir-Mirza-Shah, Prince de Perse, ... 104 S., Paris, Jansen 1800/1801.
- Pierre Denys de Montfort: Histoire naturelle, generale et particuliere des mollusques, animaux sans vertebres et a sang blanc Addendum zu Georges-Louis Leclerc de Buffon 4 Bände, Paris 1801–1804.
- Pierre Denys de Montfort: Conchyliologie systématique, et classification méthodique des coquilles : offrant leurs figures, leur arrangement générique, leurs descriptions caractéristiques, leurs noms ; ainsi que leur synonymie en plusieurs langues ; ouvrage destiné à faciliter l’étude des coquilles, ainsi que leur disposition dans les cabinets d’histoire naturelle. Coquilles univalves, cloisonnées. Teil 1. LXXXVII + 409 S., Paris, Schoell; Haussmann, 1808.
- Pierre Denys de Montfort: Coquilles univalves, non cloisonnées. Band 2, 676 S., Paris, Schoell, Haussmann & d’Hautel, 1810
- Pierre Denys de Montfort: Ruche à trois récoltes annuelles, fortifiée, économique : et son gouvernement, ou, moyen de mettre les abeilles à couvert contre les attaques de leurs ennemis, en partageant avec elles chaque année, au printemps, en été et en automne, leur miel et leur cire, sans faire périr une seule mouche ... Paris, Audibert, 1813